# Jesuítas
Jesuítas este un oraș în Paraná (PR), Brazilia.